# Казакбаева, Гульжамал Мукажановна
Гульжамал Мукажановна Казакбаева (каз. Гүлжамал Мұқажанқызы Қазақбаева; род. 7 февраля 1949; Кербулакский район, Алматинская область, Казахская ССР) — советская и казахская актриса кино и театра. Заслуженная артистка Республики Казахстан (1992).
Лауреат Государственной премии Казахской ССР (1984) и Национальной театральной премии «Сахнагер» (2019).

## Биография
Гульжамал Мукажановна родился 7 февраля 1949 года в Кербулакском районе Алматинской области.
В 1968 году окончила студию при Казахском государственном драматическом театре.
В 1996 году окончила актёрский факультет Казахского государственного театрального и художественного института.
С 1969 по 1978 годы — актриса Чимкентский областной драматический театр.
С 1978 года по настоящее время актриса Казахский государственный академический театр для детей и юношества имени Г. Мусрепова

## Творчество

### Роли в театре
Казахский драматический театр им. Жумата Шанина (с 1969 по 1978 годы)
Из казахской и мировой классики и современной драматургии:
- «В ночь лунного затмения», авт. Мустай Карим — Зубаржат.
- «Кобыланды», авт. Мухтар Ауэзов — Куртка.
- «Айман—Шолпан», авт. Мухтар Ауэзов — Шолпан.
- «Укрощение строптивой» авт. Шекспир, Уильям — Бьянка.
- «Козы Корпеш — Баян сулу», авт. Габит Мусрепов — Баян.
- «Акан сери – Актокты», авт. Габит Мусрепов — Актокты.
- «Сильнее смерти», авт. Сакен Жунусов — Ажар.
- «Пленники», авт. Сакен Жунусов — миссис Адвокат.
- «смерти Абая», авт. Садыкбек Адамбеков — Жанар.
- «Түнде болған оқиға», авт. Садыкбек Адамбеков — Муза.
- «Ох уж эти девушки!», авт. Куандык Шангитбаев — Жансулу.
- «Жакия», авт. Берхаир Аманшин — принцесса Злиха.
- «сердце Матери», авт. Тажибаев, Абдильда — Алма.
- «Арманым, Асельим», авт. Чингиз Айтматов — Асель.
- «Восстание снох», авт. Саид Ахмад — Башорат.
- «Махаббат мұңы», авт. Оразбек Бодыков — Аяужан.
- «Волчонок под шапкой», авт. Калтай Мухамеджанов — Жамиля.
- «Прежде чем пропоёт петух», авт. Буковчан, Иван — Фанка и др.

Казахский государственный академический театр для детей и юношества имени Г. Мусрепова
Из казахской и мировой классики и современной драматургии: (с 1978 года)
- «Гамлет», авт. Шекспир, Уильям — Офелия.
- «Сонь в летнюю ночь» (каз. «Дуалы түнгі думан»), авт. Шекспир, Уильям, перевод. Ергалиев, Хамит — Елена.
- «Пай-пай, молодожёны!», авт. Мухаметкали Хасенов — Зауреш.
- «Зять-примак», авт. Ахтанов, Тахави — Алма.
- «Алуа», авт. Мухтара Ауэзова — Алуа за эту роль она получила Государственную премию Казахской ССР в 1984 году.
- «Қаралы сұлу», авт. Мухтара Ауэзова — Каракоз.
- «Конец света», авт. Баккожа Мукай — Салиха.
- «Письмо пяти», авт. Муртаза, Шерхан — Балым.
- «Письмо Сталину», авт. Муртаза, Шерхан — Туйметай.
- «Көп ішінде жалғыздар», авт. Римова, Бикен — Кунзипа.
- «Любовь Рабига», авт. Серик Асылбекулы — Камка.
- «Желтоқсан желі», авт. Серик Асылбекулы — Талшын.
- «Зар заман», авт. Софы Сматаев — Бопай ханша.
- «Көгілдір такси», авт. Софы Сматаев — Мариям.
- «Қанына тартқан қыңырлар», авт. Иран Гайып — Бабушка.
- «Қорқыттың көрі», авт. Иран Гайып — Мать.
- «Анасын аңсаған қыз», авт. Исабеков, Дулат — Мать.
- «Ең әдемі келіншек», авт. Султанали Балгабаев — Зухра.
- «Қыз жиырмаға толғанда», авт. Султанали Балгабаев — старуха Гани.
- «Қыз Жібек», авт. Габит Мусрепов — Шаин.
- «1001-ші түн», авт. Ермек Аманшаев — Ум Абилькасан и др.

### Фильмография
- 2014 — Старуха | Кемпір (Казахстан)
- 2011 — К вам едет доктор Ахметова | Дәрігер Ахметова (сериал, Казахстан) — свекровь Ахметовой
- 2011 — Айналайын (сериал, Казахстан)
- 2009 — Братья | Ағайынды (сериал, Казахстан) — Галия
- 1988 — Волчонок среди людей — мать Маржан
- 1985 — Гепард возвращается — Дарига

## Награды
- 1984 — Государственная премия Казахской ССР в области литературы и искусства за роль Алуа в пьесе Мухтара Ауэзова «Алуа» (реж. Раимбек Сейтметов)
- 1992 — Указом президента Республики Казахстан от 22 октября 1992 года награждена почётным званием «Заслуженная артистка Республики Казахстан» за заслуги в области казахского театрального и киноискусства.
- 2005 — Медаль «За трудовое отличие» (Казахстан)[1]
- 2011 — Орден Курмет[2]
- 2016 — Медаль «25 лет независимости Республики Казахстан»
- 2018 — Указом президента Республики Казахстан от 5 декабря 2018 года награждена орденом «Парасат» за выдающиеся заслуги в искусстве казахского театра, кино и дубляжа[3].
- 2019 — Национальная театральная премия «Сахнагер» в номинации «Сценическая жизнь»[4][5]
- 2019 — Почётный гражданин Алматинской области[6]